# Meeting Areva 2011
Meeting Areva 2011 var en friidrottstävling på Stade de France i Paris, Frankrike. 

## Resultat
(Endast DL-grenar)

### Herrar
| Gren              | Vinnare                     | Vinnare | Tvåa                | Tvåa    | Trea                   | Trea    |
| ----------------- | --------------------------- | ------- | ------------------- | ------- | ---------------------- | ------- |
| 200 meter         | Usain Bolt                  | 20,03   | Christophe Lemaitre | 20,21   | Darvis Patton          | 20,59   |
| 400 meter         | Christopher Brown           | 44,94   | Jonathan Borlee     | 45,05   | Jermaine Gonzales      | 45,43   |
| 1500 meter        | Amine Laalou                | 3.43,15 | Asbel Kiprop        | 3.33,04 | Bernard Lagat          | 3.33,11 |
| 3000 meter hinder | Mahiedine Mekhissi-Benabbad | 8.02,09 | Ezekiel Kemboi      | 8.07,14 | Benjamin Kiplagat      | 8.08,43 |
| 110 meter häck    | Dayron Robles               | 13,09   | David Oliver        | 13,09   | Dwight Thomas          | 13,18   |
| Längdhopp         | Irving Saladino             | 8,40    | Chris Tomlinson     | 8,35    | Greg Rutherford        | 8,27    |
| Höjdhopp          | Jaroslav Baba               | 2,32    | Aleksej Dmitrik     | 2,32    | Ivan Uchov             | 2,30    |
| Stavhopp          | Renaud Lavillenie           | 5,73    | Jerome Clavier      | 5,63    | Konstadinos Filippidis | 5,63    |
| Diskus            | Robert Harting              | 67,32   | Piotr Malachowski   | 67,26   | Gerd Kanter            | 67,24   |

### Damer
| Gren           | Vinnare             | Vinnare  | Tvåa                    | Tvåa     | Trea             | Trea     |
| -------------- | ------------------- | -------- | ----------------------- | -------- | ---------------- | -------- |
| 100 meter      | Kelly-Ann Baptiste  | 10,91    | Victoria Campbell-Brown | 10,95    | Kerron Stewart   | 11,04    |
| 800 meter      | Caster Semenya      | 2.00,18  | Hamila Hachlaf          | 2.00,60  | Jenny Meadows    | 2.00,74  |
| 5000 meter     | Meseret Defar       | 14.29,52 | Sentayehu Ejigu         | 14.31,66 | Mercy Cherono    | 14.35,13 |
| 400 meter häck | Zuzana Hejnova      | 53,29    | Kaliese Spencer         | 53,45    | Natalya Antyukh  | 54,41    |
| Tresteg        | Yargelis Savigne    | 14,89    | Olha Saladucha          | 14,81    | Olga Rypakova    | 14,48    |
| Kula           | Valerie Adams       | 20,78    | Nadezjda Ostapchuk      | 20,49    | Jillian Camarena | 20,10    |
| Spjut          | Christina Obergföll | 68,01    | Barbora Spotakova       | 67,57    | Maria Abakumova  | 65,12    |